# Velyka Dymerka
Velyka Dymerka (ukrainien : Велика Димерка, russe : Великая Дымерка) est une commune urbaine de l'oblast de Kiev, en Ukraine. Elle compte 9 461 habitants en 2021.

## Historique
Au 23 mars 2022, soit presque un mois après le début de l’invasion de l’Ukraine par la Russie, près de 4500 habitants ont été évacués.